# Perrusse
Perrusse é uma comuna francesa na região administrativa de Grande Leste, no departamento de Haute-Marne. Estende-se por uma área de 5,61 km². Em 2010 a comuna tinha 33 habitantes (densidade: 5,9 hab./km²).